# Sykulowie

Prawdopodobne rozmieszczenie starożytnych ludów na Sycylii przed kolonizacją grecką i fenicką oraz niektóre spośród prehelleńskich stanowisk archeologicznych

Sykulowie (łac.: Sicelī, Siculī; klas. gr.: Σικελοί) – jedno z trzech wielkich plemion zamieszkujących Sycylię w okresie przed kolonizacją fenicką i grecką. Ich pochodzenie jest sporne, ale z całą pewnością byli ludem indoeuropejskim, zapewne Italikami, w przeciwieństwie do innych mieszkańców ówczesnej Sycylii – Elymian i Sykanów. Jedna z hipotez mówi, że przybyli na wyspę około 1400 p.n.e. z południowej Italii. Tukidydes twierdzi, że przed zasiedleniem Sycylii Sykulowie zamieszkiwali tereny środkowej i południowej Italii (Lacjum, Kampania, Kalabria), z których zostali wyparci przez Sabinów i Umbrów. Na terenie Włoch Sykulowie identyfikowani są z archeologiczną kulturą Fossa Grave. Osiedlili się we wschodniej Sycylii, sąsiadując od zachodu z Sykanami. Granicą między plemiennymi ziemiami była rzeka Salso. Przez część badaczy Sykulowie są identyfikowani z ludem Szekelesz, jednym z Ludów Morza, które atakowały Egipt Ramzesa III.